# Шип
За болестта вижте Шипове
Шипът (Acipenser nudiventris) е проходна риба от семейство Есетрови. Среща се и в България.

## Физически характеристики
Дължината му е до 2 м, теглото му достига до 50 кг, понякога и повече.

## Разпространение и местообитание
Разпространен е в Черно, Азовско и Каспийско море и по-големите реки, вливащи се в тях. В миналото в р. Дунав е достигала до Железни врата.
В морето обитава зоната до 50 м дълбочина, а в реките по-дълбоките места.

## Хранене
Храни се основно с мекотели, ракообразни, ларви на насекоми и по-рядко с риби.

## Размножаване
Шипът се размножава през 2 и повече години. Хвърля от 200 хил. до 1.3 млн. хайверни зърна.

## Стопанско значение
Няма голямо стопанско значение, поради ниската си численост.

## Природозащитен статут
- Червен списък на застрашените видове (IUCN Red list) – Застрашен (Endangered EN)[3]
- Червена книга на България – Изчезнал [2]